# روبرت أنسون
روبرت أنسون (7 نوفمبر 1889 - 20 ديسمبر 1966) (بالإنجليزية: Rupert Anson)‏ هو لاعب كريكت بريطاني وبريطاني (وحمل سابقاً جنسية المملكة المتحدة لبريطانيا العظمى وأيرلندا). لعب مع نادي مقاطعة ميدلسكس للكريكت ‏.